# Schwimmbad-Blackout
Ein Schwimmbad-Blackout ist eine plötzliche Bewusstlosigkeit unter Wasser, die durch einen Sauerstoffmangel im Gehirn (zerebrale Hypoxie) ausgelöst wird. Sie kann beim Tauchen ohne Atemgerät auftreten, dem Apnoetauchen. Ursächlich ist häufig eine vor einem Tauchgang, insbesondere beim Streckentauchen oder Zeittauchen, bewusst herbeigeführte Hyperventilation.
Als Aufstiegs-Blackout oder Flachwasser-Blackout wird das Auftreten einer Bewusstlosigkeit beim Aufstieg aus großen Tiefen ohne Atemvorgang meist kurz vor dem Erreichen der Wasseroberfläche (Auftauchen) verstanden.

## Vorgang
Beim normalen Atmen löst der steigende Kohlenstoffdioxid-Partialdruck (pCO2) im arteriellen Blut als wichtigster Atemantrieb das Einatmen aus. Bei einer vorübergehenden Unterbrechung der Atmung, z. B. während des Tauchens, erhöht sich der Kohlenstoffdioxidgehalt im Blut und der Atemreiz wird somit immer stärker. Übersteigt der Kohlenstoffdioxid-Partialdruck einen gewissen Wert, erfolgt ein Atemzug (auch bei Bewusstlosigkeit). Ein sinkender Sauerstoff-Partialdruck (pO2) im Blut stellt einen schwächeren Atemreiz dar; ein Absinken der Sauerstoffsättigung unter einen kritischen Wert bewirkt durch Hypoxämie von Hirnregionen eine Bewusstlosigkeit.

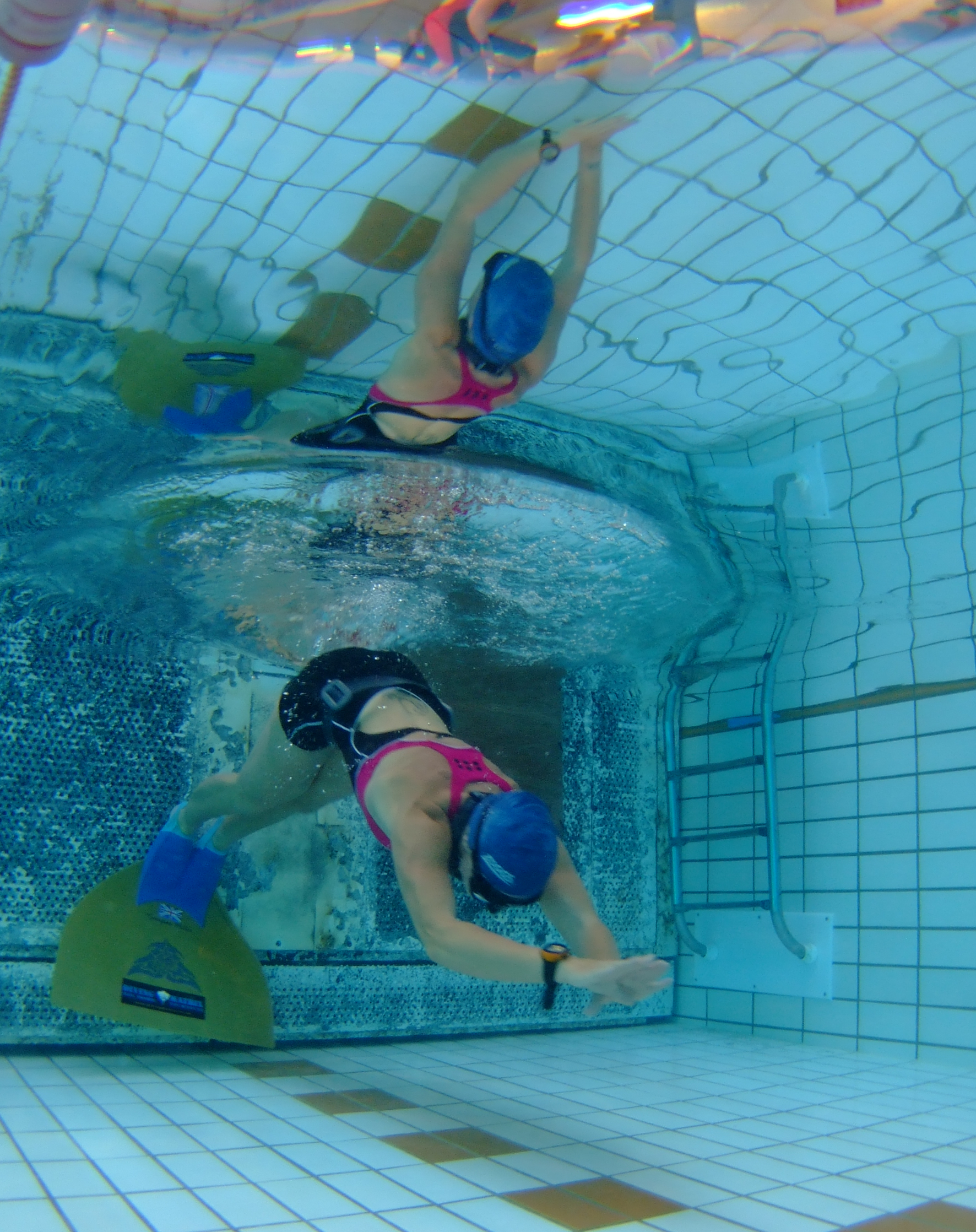
Streckentauchen im Hallenbad.

Durch Training kann man nur die Reizantwort, nicht den Reiz unterdrücken, sodass sich der geforderte Atemzug wohl hinauszögern lässt, doch nicht abtrainieren. Wenn durch vermehrtes, bewusstes Atmen (Hyperventilation) der Kohlenstoffdioxidgehalt im Blut kurz vor dem Tauchgang drastisch gesenkt wird, entwickelt sich der während des Tauchens entstehende Atemreiz entsprechend langsamer. Die Spanne bis zum erzwungenen Atemzug kann damit bis zu einigen Minuten verlängert werden. Durch die Hyperventilation vor dem Tauchgang wird aber der Sauerstoffgehalt des Blutes nur unwesentlich erhöht.
Da ein Apnoetaucher bei einem Tauchgang nicht atmet, sinkt der Sauerstoffgehalt durch Verbrauch stetig, während der Kohlenstoffdioxidgehalt steigt. Ohne vorausgegangene übermäßige Atmung geht der Anstieg des CO2-Partialdruckes von einem Normalwert bei etwa 53 mbar im arteriellen Blut aus und steigt kontinuierlich bis etwa 80 mbar an. Ab diesem Wert wird der Atemreiz gemeinhin so stark, dass er zum Atmen zwingt, und man auftaucht und bewusst einatmet. Durch vorangehende Hyperventilation kann der CO2-Partialdruck im arteriellen Blut jedoch bis auf 20 mbar verringert werden, womit das Einsetzen des Atemreizes stark verzögert wird. Unterschreitet der Sauerstoff-Partialdruck im arteriellen Blut eine kritische Schwelle von ungefähr 40 mbar, so tritt infolge eines Sauerstoffmangels im neuralen Gewebe des Zentralen Nervensystems eine Bewusstlosigkeit ein, ohne deutliche Vorwarnung.
Falls eine Bewusstlosigkeit eintritt, während der Kopf noch im Wasser ist, führt der anwachsende Atemreiz zwingend zum versuchten Atemzug unter Wasser. Die Aspiration einer größeren Wassermenge wird dabei von dem augenblicklich einsetzenden Stimmritzenkrampf zunächst verhindert. Um weitere Komplikationen zu vermeiden, sollte der ohnmächtige Taucher schnellstmöglich über die Wasseroberfläche an die Luft geholt werden.
Der Ausdruck Schwimmbad-Blackout geht darauf zurück, dass nicht wenige im Freizeitbad Tauchende vor einem Tauchversuch hyperventilieren – oft in der falschen Annahme, durch schnelles und tiefes Atmen komme erheblich mehr Sauerstoff ins Blut und so lasse sich hieran ein Vorrat bilden – und manchmal mangels ausreichend starker Atemreize nicht rechtzeitig auftauchen. Werden Tauchende im Wasser bewusstlos, sind sie der Gefahr des Ertrinkens ausgesetzt.
| Normales Tauchen | Tauchen mit hyperventilieren |

Die CO2-Toleranz ist individuell verschieden ausgeprägt und bei trainierten Tauchern gewöhnlich stärker als bei Anfängern ausgebildet. Dies kann bei trainierten Tauchern auch ohne vorherige starke Hyperventilation zu einem Schwimmbad-Blackout führen. Daher sind bei einem Tauchgang die Beobachtung, eventuell die Begleitung und gegebenenfalls die Sicherung durch Andere angeraten.

## Aufstiegs-Blackout

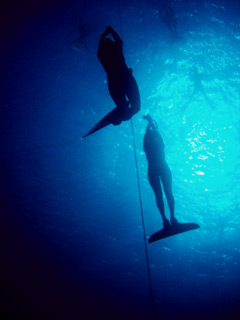
Freitaucher beim Tieftauchen mit einer Monoflosse

Eine spezielle Form des Blackouts ist das beim Apnoetieftauchen auftretende Aufstiegs-Blackout, mitunter auch Flachwasser-Blackout genannt.
Durch den erhöhten Umgebungsdruck beim Abtauchen nimmt das Luftvolumen in der Lunge stark ab. Die Atemluft wird komprimiert. Damit erhöht sich der Sauerstoffpartialdruck in der Atemluft. Das ermöglicht eine erhöhte Sauerstoffsättigung bzw. einen erhöhten Partialdruck von O2 im Blut. Während der Apnoe wird Sauerstoff in Kohlendioxid verstoffwechselt. Taucht der Apnoe-Taucher wieder auf, so dehnt sich die Atemluft wieder aus, der O2-Partialdruck in der Atemluft nimmt ab und es kommt zu einer Diffusion von im Blut gelösten Sauerstoff zurück in die Atemluft. Durch diesen Effekt kommt es besonders auf den letzten zehn Metern und der damit verbundenen Volumenverdopplung zu einer zu geringen Sauerstoffsättigung des Blutes. Dieser Mangel löst u. U. eine Bewusstlosigkeit ohne erkennbare Vorzeichen aus.

## Rettung
Taucher sind beim Training auch im Schwimmbad ständig zu überwachen, da eine Bewusstlosigkeit plötzlich auftritt. Symptome sind: unkontrollierte, zuckende Bewegungen unter Wasser, plötzliches Ablassen der Atemluft, plötzliches regloses Treiben im Wasser.
Maßnahmen:
- Sofort Mund und Nase über Wasser bringen (bevor der Atemreiz einsetzt).
- Atem prüfen → Herz-Lungen-Wiederbelebung
- Notruf
- Wärmeerhalt
- Stabile Seitenlage und Beobachtung

Der Notarzt behandelt den Patienten mit Sauerstoff und Adrenalin oder Noradrenalin. Anschließend wird der Patient im Krankenhaus intensivmedizinisch betreut.

## Folgen
Durch die Unterversorgung mit Sauerstoff können Zellen irreversibel absterben. Der Schwimmbad-Blackout kann im Nachhinein verschiedene Symptome hervorrufen, beispielsweise Kopfschmerzen, Herzrasen, Krampferscheinungen und Atemnot. Wenn die Sauerstoffversorgung zu lange unterbrochen wurde, fällt der Patient in ein Koma oder der Tod tritt ein.